# Picotet de les vàrzees
El picotet de les vàrzees (Picumnus varzeae) és una espècie d'ocell de la família dels pícids (Picidae) que habita la selva humida, normalment a prop de l'aigua, de les terres baixes del Brasil amazònic.